# Phaeomorpha
Phaeomorpha là một chi bướm đêm thuộc họ Noctuidae.